# Cuprum Lubin
Cuprum Lubin poljski je odbojkaški klub iz Lubina. Od 2014. natječe se u PlusLigi, prvoligaškom odbojkaškom natjecanju.
Osnovan je 2001. godine, a domaće utakmica igra u Športskoj dvorani u Lubinu.
Za klub su tijekom njegove povijesti igrali brojni poljski reprezentativci, među kojima se ističu Łukasz Kadziewicz, Marcel Gromadowski, Marcin Możdżonek i Grzegorz Łomacz. Od stranih igrača u klubu su igrali Nijemac Marcus Böhme i Srbin Miloš Terzić.
Najbolji rezultat u PlusLigi je 5. mjesto iz sezone 2015./16.

## Vanjske poveznice
- Službene klupske stranice (polj.)